# Heemstede
Heemstede (anhörenⓘ) ist eine Gemeinde in der niederländischen Provinz Nordholland, in der Region Zuid-Kennemerland, am Rande des gleichnamigen Nationalparks. Heemstede liegt südlich der Stadt Haarlem, mit dem es vollständig zusammengewachsen ist. Die Gemeinde zählt 27.639 Einwohner (Stand 1. Januar 2025) und hat eine Fläche von 9,64 km² (davon 0,47 km² Wasser).
In New York (ehemals Nieuw Amsterdam) gibt es einen Stadtteil mit einer verballhornten Form von Heemstede: Hempstead. Dieser Ort war früher eine koloniale Niederlassung in der Nähe von Nieuw Amsterdam.

## Wirtschaft
Heemstede ist eine „Schlafstadt“, die meisten Berufstätigen arbeiten als Pendler außerhalb. Der größte Wirtschaftssektor ist der Dienstleistungsbereich.

## Geschichte
Um 1290 baute Reynier van Holy ein Schloss am Fluss Spaarne mit dem Namen Heemstede (Heimstatt). Von diesem Schloss ist heute nicht mehr viel übrig, es wird das alte Schloss genannt. Im 14. Jahrhundert entstand um das Schloss ein Dorf.
Durch Schenkungen und Ankäufe erreichte die Herrlichkeit Heemstede eine Ausdehnung, die das Gebiet der heutigen Gemeinde gleichen Namens und der Gemeinde Bennebroek umfasste.
Im Jahre 1620 verkauften Pieter van Ruytenburgh, Dirck de Vlaming van Oudshoorn und Jacob Bicker ihren Anteil an der Herlichkeit für 36.000 Gulden an den holländischen Ratspensionär Adriaan Pauw. Er machte das Schloss zu seiner Sommerresidenz, baute es aus und kaufte eine teure Sammlung von Tulpenzwiebeln. Er baute Wasserstraßen, eine Schule und eine Kirche. Dank des sauberen Wassers siedelten sich Wäschereien und Bleichereien an: Die Wäsche der reichen Bürger aus Amsterdam, Haarlem und Leiden wurde in Heemstede gewaschen, gebügelt und gebleicht.
1648 ging Pauw als niederländischer Abgesandter zu den Verhandlungen des Westfälischen Friedens in Münster. Nach seiner Rückkehr baute er die Pons pacis (Friedensbrücke) über den Schlossgraben, die heute noch zu sehen ist. Nach seinem Tod wurde Bennebroek 1653 als eigene Herrlichkeit abgespalten.
Im 17. und 18. Jahrhundert wurde Heemstede immer beliebter als Sommersitz für die reichen Kaufleute der benachbarten Städte. Im 19. Jahrhundert schaffte die französische Besatzung und später das Aufkommen der Dampfmaschine erhebliche Probleme für die ansässigen Wäschereien: Immer mehr Arbeitsplätze gingen verloren. In der Mitte des 19. Jahrhunderts wurde Heemstede zunehmend zu einem Zentrum der Blumenzwiebelzucht. 1850 wohnten in Heemstede 2332 Einwohner in 285 Häusern.
Die Entwicklung zur „Schlafstadt“ setzte Anfang des 20. Jahrhunderts mit dem Ausbau von Eisenbahn (Bahnhof Heemstede-Aerdenhout) und Straßenbahn ein, zwischen 1900 und 1940 wurden sehr viele neue Wohnhäuser gebaut.

## Politik

### Sitzverteilung im Gemeinderat
In Heemstede wird der Gemeinderat seit den 1980er Jahren folgendermaßen gebildet:
| Partei                   | Sitze | Sitze | Sitze | Sitze | Sitze | Sitze | Sitze | Sitze | Sitze | Sitze | Sitze |
| Partei                   | 1982  | 1986  | 1990  | 1994  | 1998  | 2002  | 2006  | 2010  | 2014  | 2018  | 2022  |
| ------------------------ | ----- | ----- | ----- | ----- | ----- | ----- | ----- | ----- | ----- | ----- | ----- |
| VVD                      | 10    | 9     | 7     | 7     | 8     | 7     | 6     | 7     | 4     | 5     | 5     |
| Heemsteeds Burger Belang | –     | –     | –     | 4     | 2     | 3     | 2     | 2     | 5     | 7     | 5     |
| D66                      | –     | –     | 4     | 2     | 1     | 1     | 1     | 4     | 5     | 3     | 4     |
| GroenLinks               | –     | –     | –     | 1     | 3     | 2     | 3     | 2     | 2     | 3     | 3     |
| CDA                      | 6     | 6     | 7     | 4     | 4     | 5     | 4     | 3     | 3     | 2     | 2     |
| PvdA                     | –     | –     | 3     | 3     | 3     | 3     | 4     | 3     | 2     | 1     | 2     |
| SamenSterkHeemstede      | –     | –     | –     | –     | –     | –     | –     | –     | –     | –     | 0     |
| Nieuw Heemstede          | –     | –     | –     | –     | –     | –     | 1     | 0     | –     | –     | –     |
| ChristenUnie             | –     | –     | –     | –     | –     | 0     | –     | –     | –     | –     | –     |
| Progressief Heemstede    | 5     | 6     | –     | –     | –     | –     | –     | –     | –     | –     | –     |
| Gesamt                   | 21    | 21    | 21    | 21    | 21    | 21    | 21    | 21    | 21    | 21    | 21    |

### Bürgermeister
Seit dem 16. April 2024 ist Falgun Binnendijk (CDA) amtierender Bürgermeister der Gemeinde. Zu seinem Kollegium zählen die Beigeordneten Eveline Stam (VVD), Anneke Grummel (D66), Arianne de Wit-van der Linden (CDA), Sam Meerhoff (PvdA) sowie die Gemeindesekretärin Henriëtte de Vos.

### Partnergemeinden
Bad Pyrmont in Deutschland ist seit 2000 Partnerstadt von Heemstede.

## Bilder

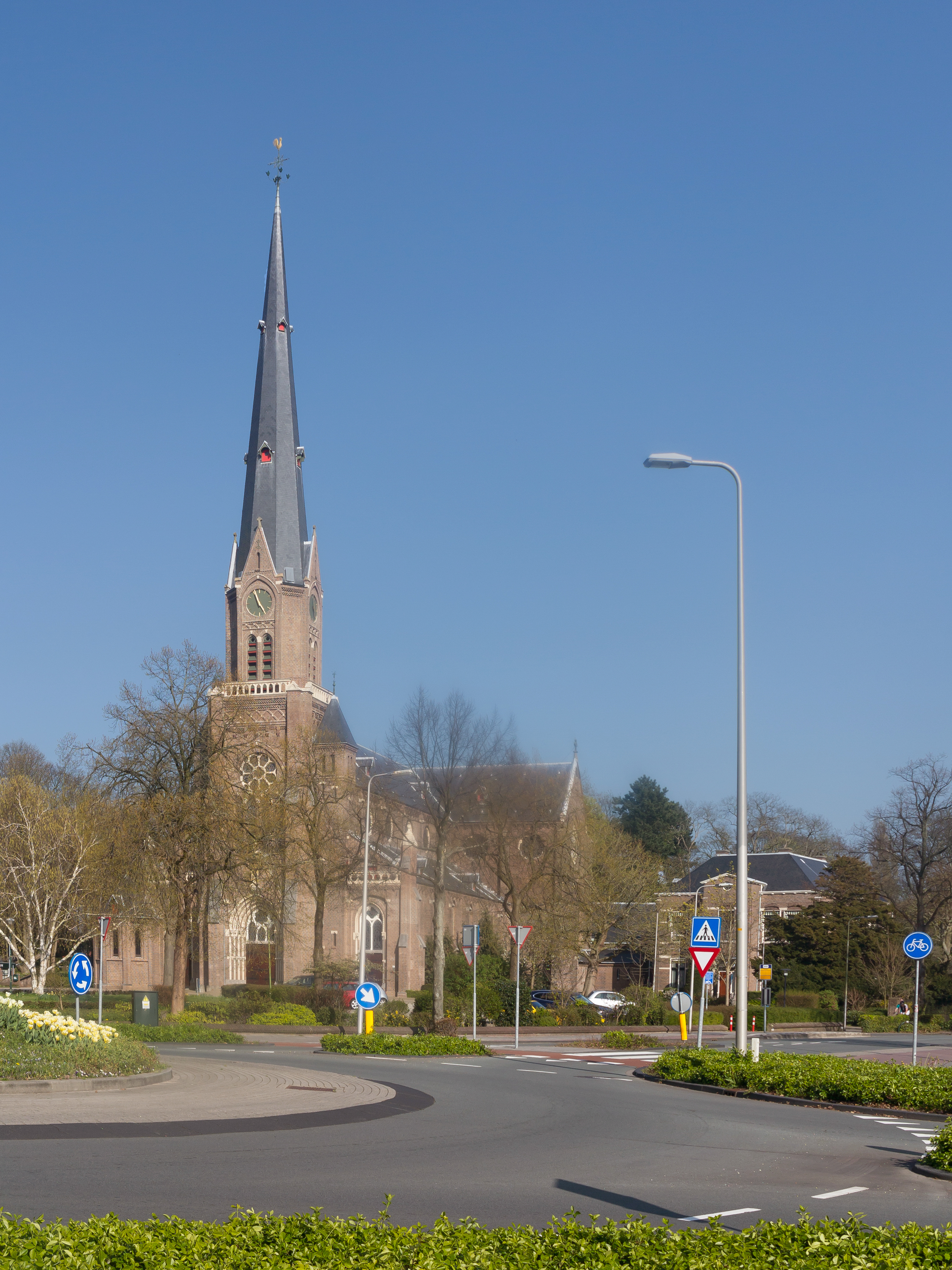
Kirche: Sint Bavokerk
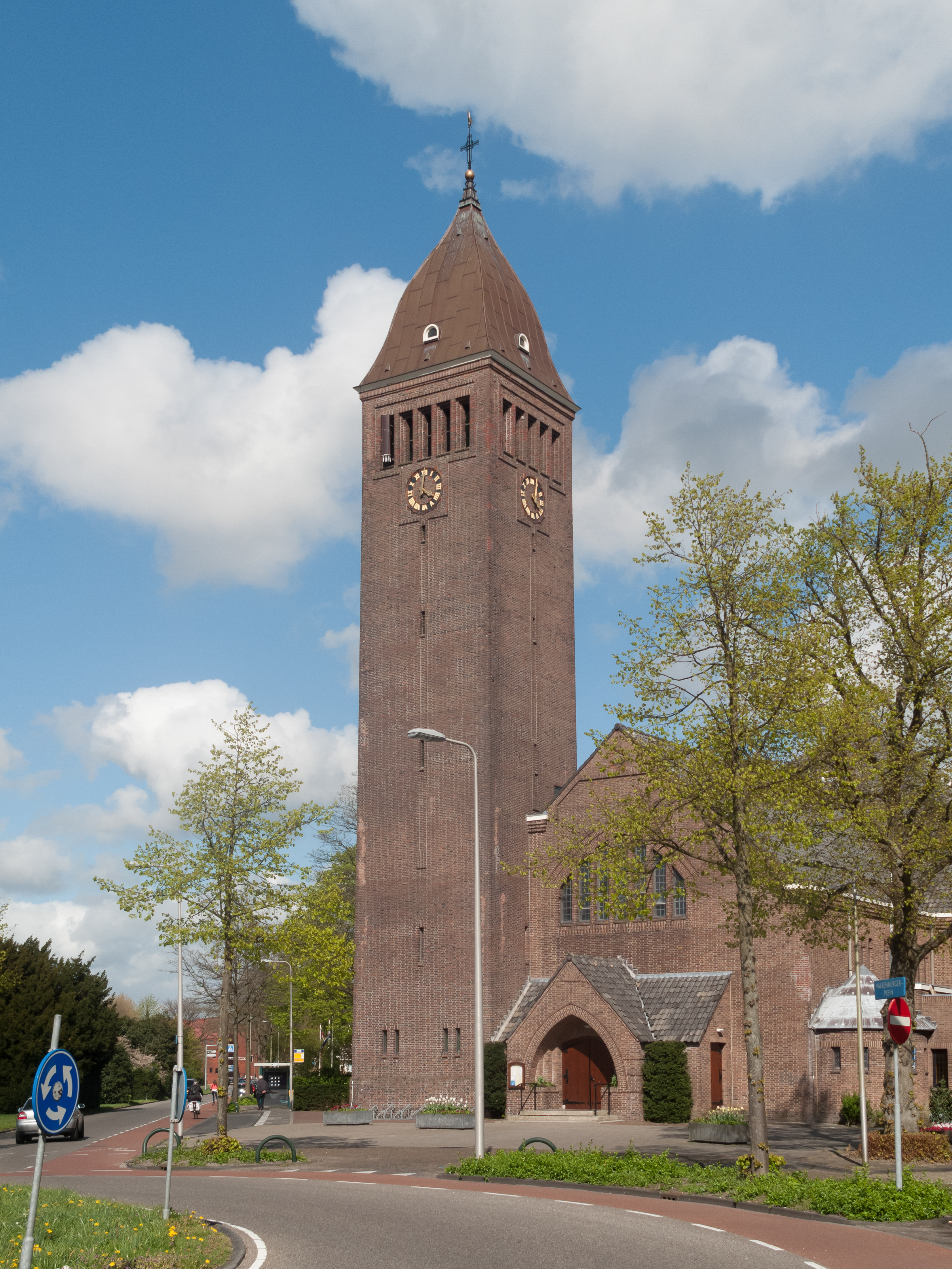
Kirche: Onze Lieve Vrouw Hemelvaartskerk
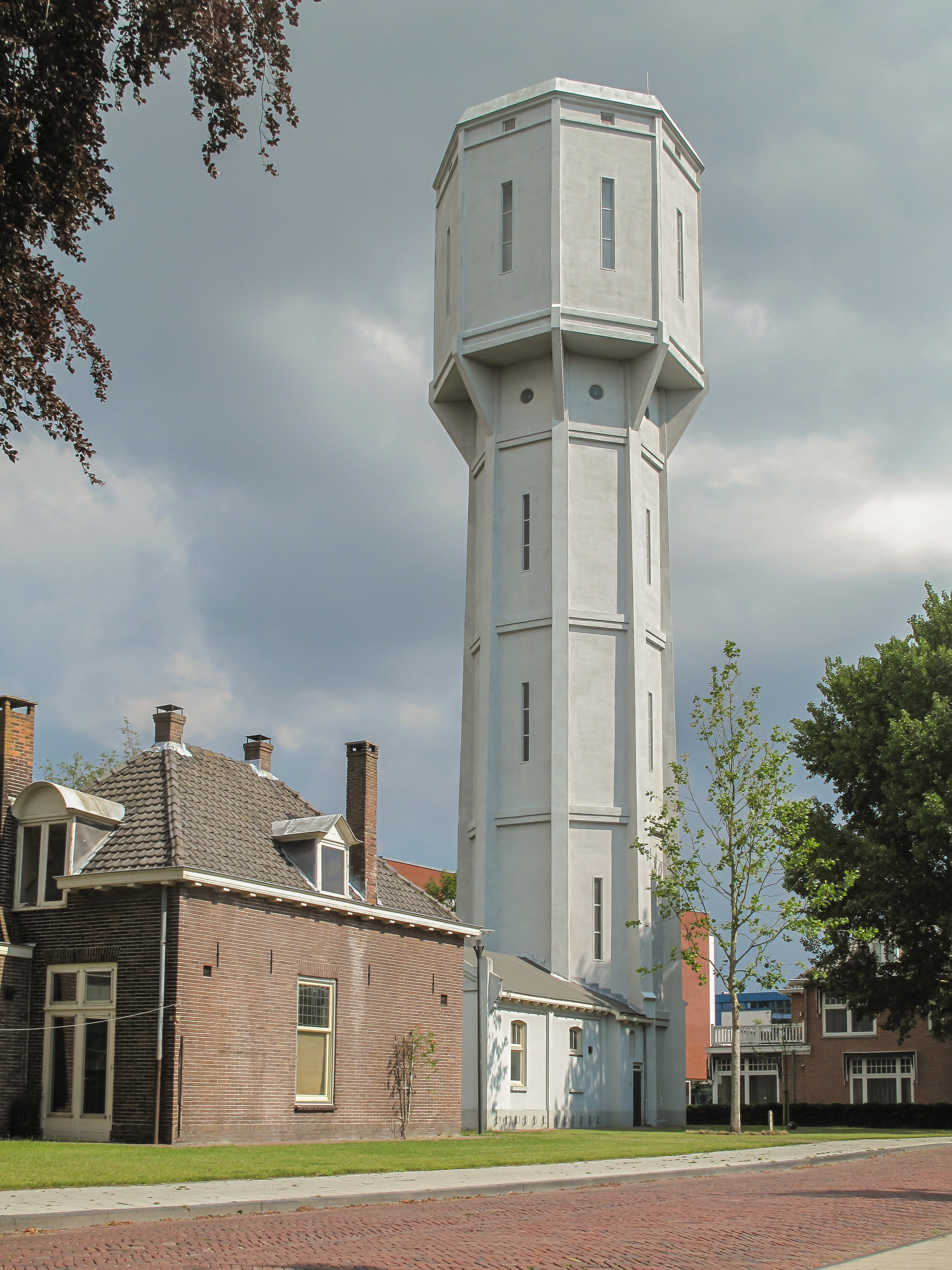
Wasserturm 1910–1911
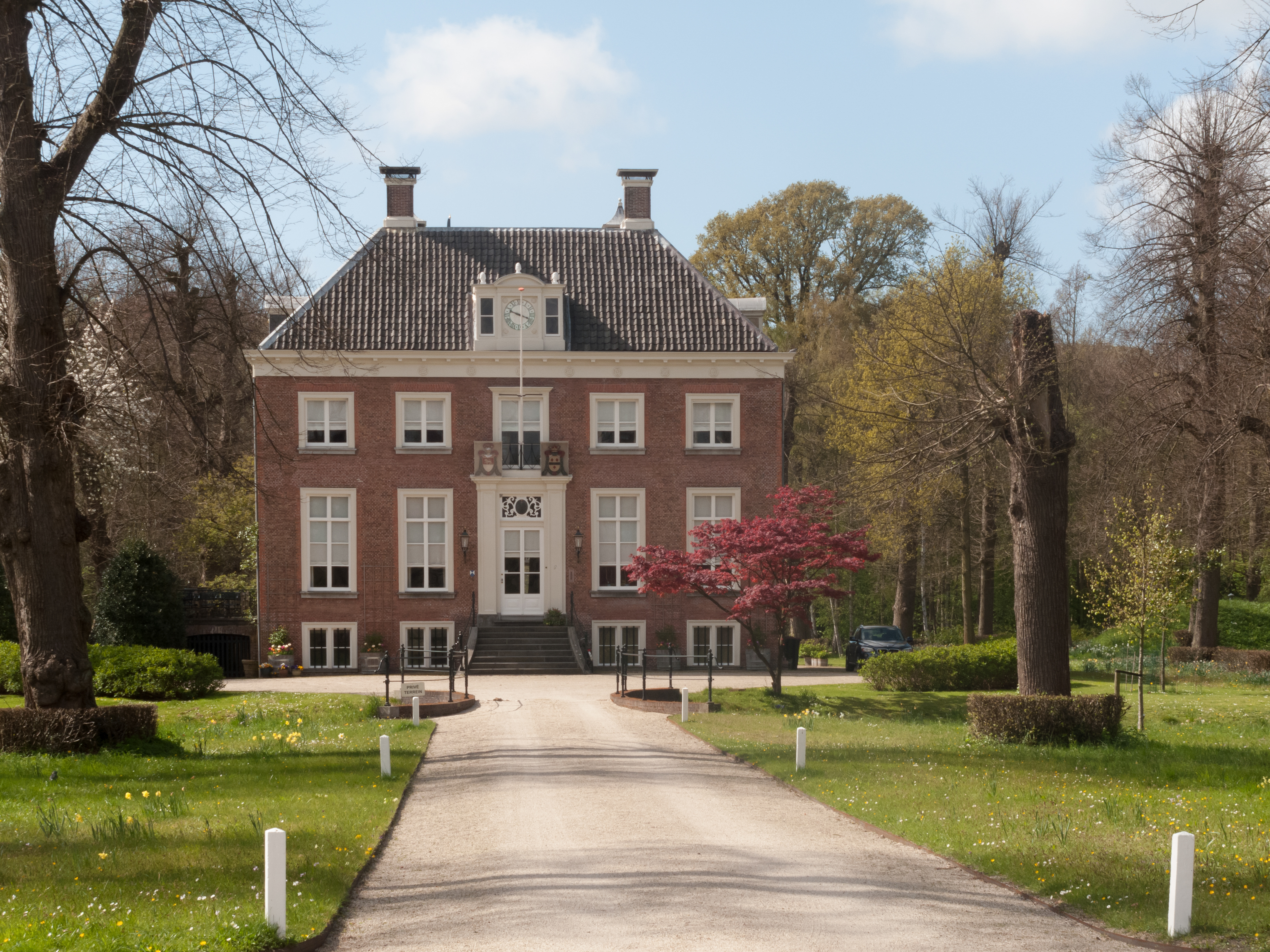
Landhaus: Huys te Manpad
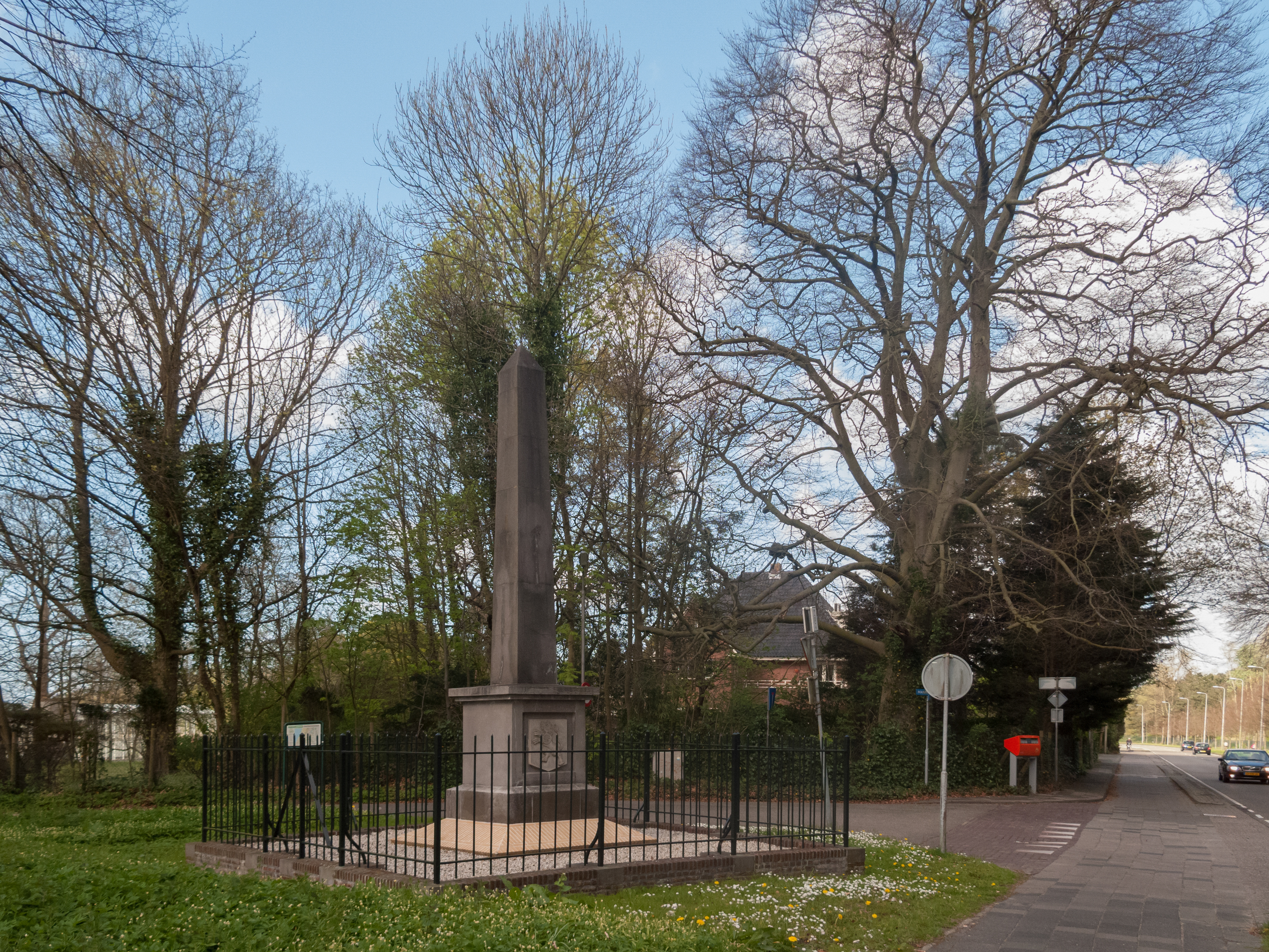
Denkmal bei der Herenweg-Manpadslaan

## Weitere Informationen
In Heemstede fand dreimal (1925, 1935 und 1953) die nationale Gartenbauausstellung, die heute Floriade heißt und alle 10 Jahre abgehalten wird, statt. Ausstellungsort war das 80 ha große Waldgebiet Groenendaal im Süden der Gemeinde. Der Fußballclub Racing Club Heemstede war zweimal niederländischer Landesmeister: 1923 und 1953.

## Söhne und Töchter der Gemeinde
- Willem Vester (1824–1895), Landschafts- und Tiermaler
- Christiaan Karel Hoffmann (1844–1903), Arzt und Zoologe
- Herman Wolbers (1856–1926), Landschafts- und Tiermaler sowie Aquarellist, Zeichner und Radierer
- Gerrit van Wees (1913–1995), Radrennfahrer
- Cees van Lent (1922–2000), Offizier und Politiker
- Roepie Kruize (1925–1992), Hockeyspieler
- Jan Knappert (1927–2005), Linguist
- Pieter Adriaan van Zwieten (1937–2014), Pharmakologe
- Els van Rooden (1941–1981), Schauspielerin
- Boudewijn de Groot (* 1944), Musiker
- Dirk Müller (* 1946), Bildhauer
- Dick Maas (* 1951), Filmregisseur
- Johan Neeskens (1951–2024), Fußballspieler und -trainer
- Astrid Kaptijn (* 1962), katholische Theologin
- Annemieke Fokke (* 1967), Hockeyspielerin
- Jeroen Bleekemolen (* 1981), Rennfahrer
- Sarah Siegelaar (* 1981), Ruderin
- Thierry Baudet (* 1983), Politiker, Historiker und Jurist